# Gulella translucida
Gulella translucida é uma espécie de gastrópode da família Streptaxidae.
É endémica da Tanzânia.